# Today (album d'Elvis Presley)
Pour les articles homonymes, voir Today.
Albums de Elvis Presley
Promised Land
(1975) Elvis: A Legendary Performer Volume 2
(1976)
Today est un album d'Elvis Presley sorti en 1975.

## Enregistrement
Cet album est enregistré au studio C des studios RCA d'Hollywood du 10 au 12 mars 1975. C'est le dernier album enregistré par Elvis Presley en studio : ses deux derniers disques, From Elvis Presley Boulevard, Memphis, Tennessee et Moody Blue, sont issus de sessions organisées dans sa demeure de Graceland.

## Titres

### Face 1
1. T-R-O-U-B-L-E (Jerry Chesnut) – 3:00
2. And I Love You So (Don McLean) – 3:36
3. Susan When She Tried (Don Reid) – 2:15
4. Woman Without Love (Jerry Chesnut) – 3:31
5. Shake a Hand (Joe Morris) – 3:46

### Face 2
1. Pieces of My Life (Troy Seals) – 3:59
2. Fairytale (Bonnie Pointer, Anita Pointer) – 2:41
3. I Can Help (Billy Swan) – 4:01
4. Bringin' It Back (Greg Gordon) – 2:58
5. Green Green Grass of Home (Curly Putman) – 3:32

## Musiciens
- Elvis Presley : chant
- James Burton, Johnny Christopher, Charlie Hodge, Weldon Myrick, Chip Young : guitare
- Duke Bardwell, Mike Leech, Norbert Putnam : basse
- David Briggs, Tony Brown, Jimmy Gordon, Glen Hardin : claviers
- Ronnie Tutt : batterie
- Buddy Spicher : violon
- Lea Berinati, Mary Holladay, Ginger Holladay, Millie Kirkham : chœurs